# تک‌پینار (تاش‌اوا)
تک‌پینار (به لاتین: Tekpınar) یک منطقهٔ مسکونی در ترکیه است که در تاشوا واقع شده‌است.